# Gió mùa Đông Bắc
Gió mùa Đông Bắc hay còn gọi là gió bấc hay gió Đông Bắc hoặc gió mùa mùa đông là một thuật ngữ để chỉ một khối khí lạnh có nguồn gốc từ trung tâm áp cao từ Trung Á và Xibia thổi về xích đạo rồi di chuyển ngang qua khu vực Việt Nam tạo ra mùa đông, gây gió mạnh, trời trở rét và thời tiết xấu từ Tháng 11 đến Tháng 4 năm sau. Chúng được xem như loại gió chướng (tật phong) hay gió xấu, không tốt cho sức khoẻ, đây là hiện tượng thời tiết theo quan niệm của người Việt Nam tương tự như hiện tượng bạch phong mao (Zud) ở Mông Cổ.

## Hình thành và sự xuất hiện
Gió mùa Đông Bắc được hình thành từ trung tâm áp cao Xibia di chuyển ngang di chuyển xuống khu vực có khối không khí ấm tại Việt Nam, gây ra gió đông bắc mạnh, thời tiết lạnh, thời gian đặc trưng là vào thời kỳ từ tháng 11 đến tháng 4 năm sau tại Bắc Bộ và Bắc Trung bộ.  

## Ảnh hưởng
Gió mùa Đông Bắ khíkhậu hí hậu  tượng thời tiết đặc biệt nguy hiểm, vì khi nó jet streamịnh Bắc Bộ với độ mạnh đến cấp 6 - 7, có thể đánh đắm tàu thuyền, đất liền gió cấp 4 - 5... Đặc biệt những đợt mạnh thậm chí còn gây ra dông, tố lốc và cả mưa đá. 
Ngoài miền Bắc nó còn tác động lớn tới sức khỏe người dân các nước có gió mùa.
Vào đầu mùa đông (từ tháng 11- tháng 2), gió mùa đông bắc từ cao miền Bắmiền Bắccn về nước ta với tính chất lạnh khô và gây nên một mùa đông lạnh cho miền Bắc. Vào nửa cuối mùa Đông (tháng 2-4), áp cao Xibia dịch chuyển ra biển, ở đây, khối khí nhận được lượng nhiệt, ẩm lớn và bắt đầu tràn vào đất liền, gây mưa phùn ở vùng ven biển Đông Bắc nước ta.

## Thuật ngữ sử dụng
Thuật ngữ "Gió mùa mùa đông" nghĩa là đợt gió mùa xảy ra vào mùa đông nên gọi là "Gió mùa mùa đông" và thuật ngữ này rất ít được sử dụng.
Thuật ngữ "Gió đông bắc" có nghĩa là gió từ hướng đông bắc thổi xuống, thường được gọi tắt trong các bản tin dự báo thời tiết. Thuật ngữ "Gió mùa đông bắc" thì nghĩa nó là gió mùa từ hướng đông bắc thổi xuống và thuật ngữ này thông dụng nhất khi gọi loại gió mùa này.